# Стефанидовка (Воронежская область)
Стефанидовка — хутор, который находится в Россошанском районе Воронежской области.
Входит в состав Новопостояловского сельского поселения.

## География
На хуторе имеется одна улица — Дачная.

## История
В советское время на территории Ново-Постояловского сельского совета существовал колхоз имени Куйбышева, который объединял территории населенных пунктов Копанки и Стефанидовка.

## Население
| 2010 |
| ---- |
| 52   |

В 2000 году на хуторе проживало 25 человек, в 2005 году — 18 человек.